# Гасанбеков, Ибрагим Гасанбекович
Ибраги́м Гасанбекович Гасанбеков (азерб. İbrahim Həsənbəy oğlu Həsənbəyov; 25 октября 1969, Хасавюрт, Дагестанская АССР, РСФСР, СССР — 3 июля 1999, Махачкала, Россия) — российский и азербайджанский футболист, нападающий. Аварец по национальности.

## Биография
Карьеру футболиста начал в 1991 году в составе махачкалинского «Динамо». В 1992 перешёл в «Анжи», где выступал вплоть до трагической гибели. В составе «Анжи» во второй лиге и первом дивизионе России забил 153 гола в 233 матчах (ещё три гола забил в трёх аннулированных матчах). В 41 матче сделал дубль, в 29 — хет-трик, в шести матчах забил по четыре мяча, в одном — шесть (в игре с «Шерстяником»). В сезоне 1996 г. забил 33 гола (рекорд клуба «Анжи» на 2012 год).
Первый российский футболист, забивший 100 голов в чемпионатах страны и лучший бомбардир в истории «Анжи».
В Кубке России за «Анжи» забил 9 мячей в 16 матчах.
На 2016 год Гасанбеков — лучший бомбардир российских чемпионатов в составе «Анжи».
В 1996 году провёл два матча в составе сборной Азербайджана.

## Смерть
Погиб 3 июля 1999 года в автоаварии — на улице Гагарина в Махачкале его ВАЗ 2109 столкнулся с ехавшим навстречу «КамАЗом».
Решением руководства ФК «Анжи» номер 11 навсегда закреплен за И. Гасанбековым. 5 декабря 2011 года в Махачкале на поле стадиона «Сокол» состоялся товарищеский матч памяти Ибрагима Гасанбекова, Кафара Кафарова и Шамиля Бурзиева. В игре приняли участие известные дагестанские футболисты прошлого и настоящего, в том числе и ряд игроков нынешнего состава «Анжи».